# Aerofagie
Aerofagie is de medische term voor lucht slikken (latijn: aëro = lucht, fagie = slikken). Dit gebeurt vaak onbewust (bijvoorbeeld bij nervositeit), tijdens het eten of drinken. Overmatige aerofagie kan leiden tot een vol gevoel in de buik, het moeten laten van meer boeren dan normaal, of tot het overmatig laten van winden.
Daarnaast is het mogelijk dat in de darm meer gas wordt geproduceerd dan normaal: niet alle boeren en winden zijn echter op aerofagie terug te voeren.